# Monte Càfferi
Il Monte Càfferi è un rilievo dell'isola d'Elba.

## Descrizione
Situato nella parte centrale dell'isola, presso Portoferraio, raggiunge un'altezza di 129 metri sul livello del mare.
Il toponimo deriverebbe dal nome personale ligure Caffaro.